# Robert F. Carrozza
Robert F. Carrozza (Boston, 9 gennaio 1940) è un mafioso statunitense, di origini italiane.
Nato a Winthrop (Massachusetts) è il fratellastro del capo della famiglia Patriarca Joseph Russo. Dopo che la sua matrigna sposò suo padre, adottò il nome Robert (Bobby) Russo
come nuovo nome tra gli affiliati.
Il suo fratellastro divenne famoso per aver ucciso il sicario portoghese Joseph Barboza a San Francisco (California) nel 1976.
Russo fu poi incarcerato sotto la legge anti-racket e morì per cause naturali nel 1997.
Il giornalista Howie Carr avrebbe scritto che a dispetto del suo fratellastro Robert Russo che si era guadagnato il rispetto degli altri capi della famiglia come Ilario Zannino e Angelo Mercurio, lui dal vicecapo Gennaro Anguilo era considerato come un completo ritardato.